# Золотуха (Калинковичский район)
Золоту́ха (бел. Залатуха) — агрогородок, центр Чкаловского сельсовета Калинковичского района Гомельской области Беларуси.
Неподалёку Золотухинское месторождение нефти.

## География

### Расположение
В 42 км на северо-восток от Калинкович, 7 км от железнодорожной станции Василевичи (на линии Гомель — Лунинец), 111 км от Гомеля.

### Гидрография
На северной окраине река Ведрич (приток реки Днепр).

## Транспортная сеть
Транспортные связи по просёлочной, затем автомобильной дороге Гомель — Лунинец. Планировка состоит из 2 чуть изогнутых, параллельных между собой улиц (одна длинная, вторая короткая), близкой к меридиональной ориентации, которые в центре пересекаются 2 короткими улицами. Застройка двусторонняя, деревянная усадебного типа. Автодорога Василевичи-Светлогорск

## История
Обнаруженное археологами городище под местным названием Городинка (в 4 км на запад от деревни, в урочище Дубовой) свидетельствует о заселении этих мест с давних времён. По письменным источникам известна с XIX века как деревня в Василевичской волости Речицкого уезда Минской губернии. В 1858 году собственность казны. Согласно переписи 1897 года деревня Золотая (она же Дуброва), действовали церковно-приходская школа, трактир, хлебозапасный магазин, конная мельница.
С 8 декабря 1926 года до 16 июля 1954 года центр Залатушскага сельсовета Василевичского, с 4 августа 1927 года Речицкого, с 20 февраля 1938 года Василевичского района Речицкого (до 9 июня 1927 года) и до 26 июля 1930 года Гомельского округа, с 20 февраля 1938 года Полесской, с 18 января 1954 года Гомельской областей.
В 1930 году 2 школы (преобразованы в 1930-х годах в 7-летние), отделение потребительской кооперации. В 1929 году организован колхоз «Золотая Дуброва», работали кузница, ветряная мельница, конная круподёрка, принадлежащая кулаку — Брель Михаилу. Во время Великой Отечественной войны на фронтах и в партизанской борьбе погибли 126 жителей. В память о них установлены скульптура солдата и 2 стелы с именами павших. Освобождена 22 ноября 1943 года, 144 жителя погибли на фронте. Согласно переписи 1959 года в составе колхоза «Искра» (центр — деревня Новинки).В 1985 открылась новая школа на ул. Чкалова. Расположены отделение связи, средняя школа, библиотека, фельдшерско-акушерский пункт, детский сад, магазин. Ныне строятся новые дома на окраине деревни.
В 2011 году деревня Золотуха преобразована в агрогородок.

## Население

### Численность
- 2019 год — 365 жителей

### Динамика
- 1885 год — жителя
- 1897 год — 93 двора, 686 жителей (согласно переписи)
- 1908 год — 120 дворов, 822 жителя
- 1930 год — 235 дворов, 1297 жителей
- 1959 год — 1330 жителей (согласно переписи)
- 1999 — 647 жителей
- 2004 год — 276 хозяйств, 588 жителей.
- 2009 — 515 жителей
- 2019 — 365 жителей

| 1897 | 1908 | 1930  | 1959  | 1999 | 2004 | 2009 | 2019 |
| ---- | ---- | ----- | ----- | ---- | ---- | ---- | ---- |
| 686  | ↗822 | ↗1297 | ↗1330 | ↘647 | ↘588 | ↘515 | ↘365 |

## Достопримечательность
- Памятник землякам, погибшим в Великой Отечественной войне

## Галерея

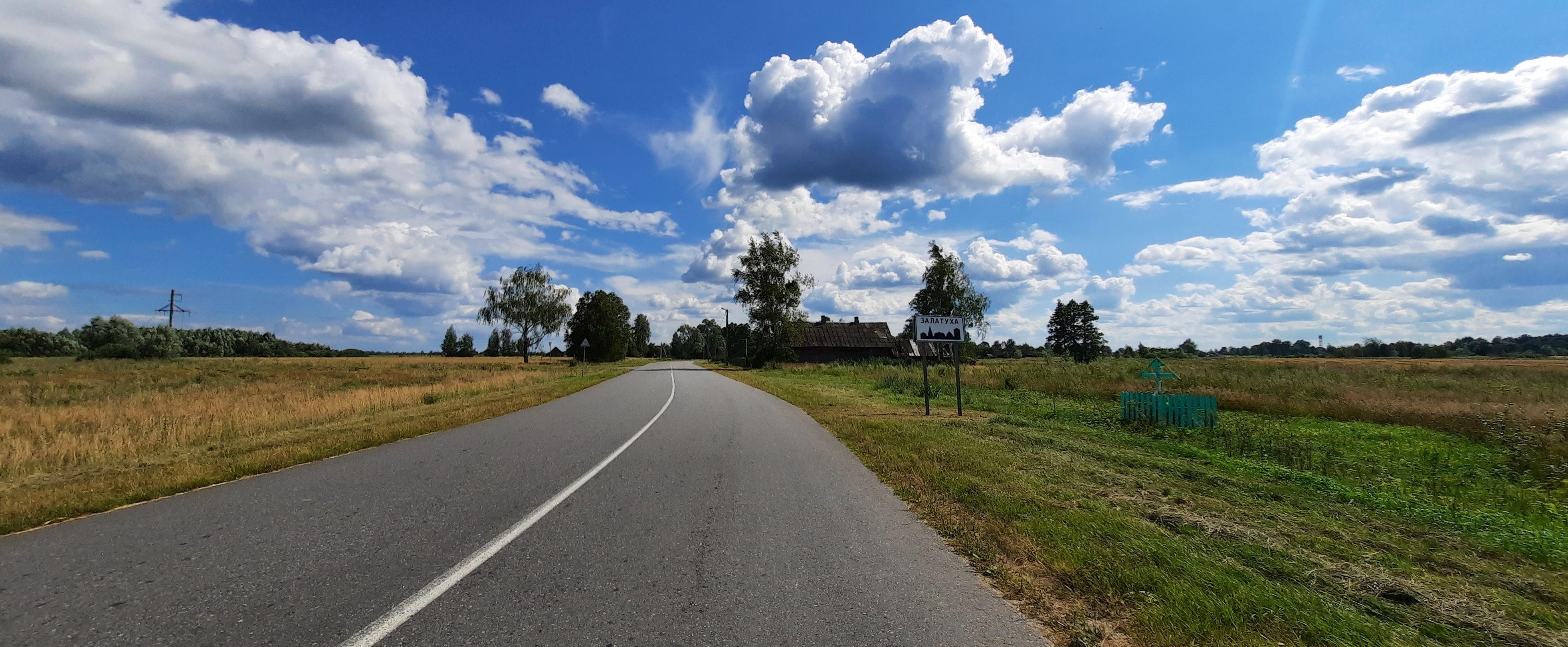
На въезде в деревню
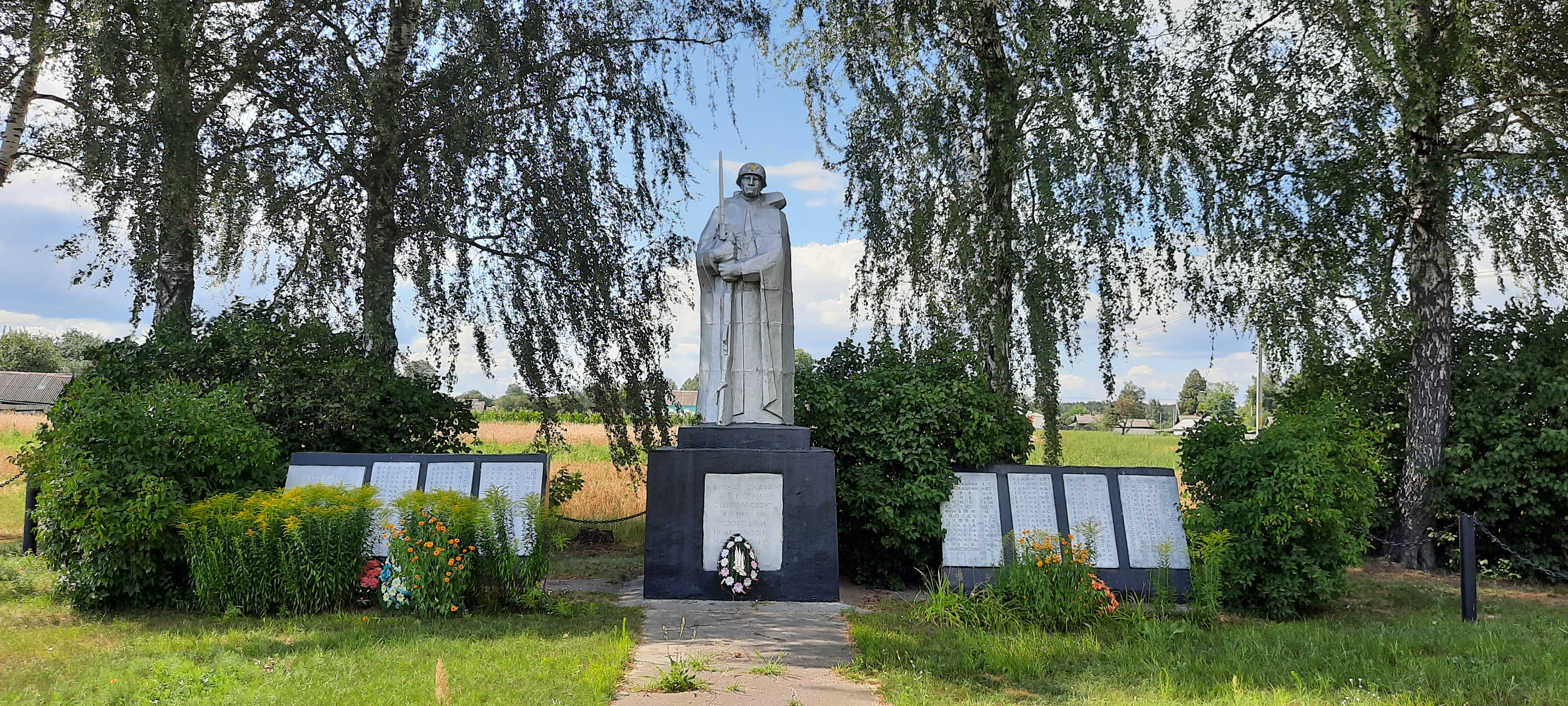
Братская могила